# عبد الكريم العريض
عبد الكريم العريض (1934 – 25 مارس 2025) هو فنان بحريني، من مؤسسي أسرة هواة الفن وجمعية البحرين للفن المعاصر، ورئيس جمعية البحرين للفن المعاصر لدوراتٍ عديدة سابقة. افتتح أول معرض خاص في البحرين عام 1960. عضو وفد البحرين في المؤتمر الأول للفنون التشكيلية في الوطن العربي والذي عُقد في دمشق عام 1977. عضو وفد البحرين في المؤتمر العام الثاني للاتحاد العام للفنانين التشكيليين العرب في الجزائر.

## المشاركات
شارك في معظم معارض أسرة هواة الفن. جميع معارض الفنون لفناني البحرين التي تقيمها وزارة الإعلام. جميع معارض الربيع التي تقيمها جمعية الفن المعاصر. معرض الاتحاد العربي للفنون التشكيلية الرباط 1976. معرض الفن العربي الثاني الجزائر 1977. معرض البحرين بسنغافورة 1981. بينالي القاهرة، معرض السنتين الرابع في الأردن 1984. المعرض الشخصي الثاني 2002 و2007.

## الندوات
شارك في ندوات عديدة داخل البحرين وخارجها. ندوة أصيلة في المغرب 1980

## المؤلفات
له كتابات في الفن والتراث الشعبي، منها: «نافذة على التاريخ (بيت العريض)» 1999، «حصاد الفن» (تجربة الفنان الخاصة) 2002، «المنامة خلال خمسة قرون» 2006، «المنامة الإنسان والتراث» (بالإنجليزية: Manama People & Heritage)‏ 2009. «أيام الفن والأدب» (بالإنجليزية: Days of Art & Literature)‏ بالعربية والإنجليزيه 2013.

## الجوائز
حصل على العديد من الجوائز التقديرية 1984 جائزة الدولة التشجيعية للفنون، 1999 جائزة الدانة الذهبية الكويت.